# Киджи
Киджи (итал. Chigi) – благородническа фамилия от Сиена. Представителите на Киджи заемат множество високопоставени длъжности в Римската курия и благороднически титли.
Киджи са древен италиански род. През XIII век семейството се занимава с търговия и банкерство, а през 1377 г. им е присъден благороднически сан. Най-известния представител през ХV-ХVІ век е банкерът Агостино Киджи (1465—1520) наричан заради своето богатство и власт „Великолепни“. Той е личен банкер на папите Александър VI, Юлий II и Лъв X, както и покровител на известни художници и писатели от онова време като Рафаело, Перуджино, Себастиано дел Пьомбо, Джовани да Удине, Джулио Романо, Содома, Пиетро Аретино и др.
Фамилията достига нов връх през ХVІІ век, когато Фабио Киджи е избран за римски папа под името Александър VII. Понтификатът му продължава 12 години - от 7 април 1655 до 22 май 1667. Киджи стават едни от най-големие земевладелци и основна сила в дипломацията на Италийския полуостров. Кардинал Флавио Киджи, племенник на Александър VII, оставил своите владения и титли на своя племенник Бонавентуре, основен клон на Киджи-Зондадари от Сиена. Един от представителите на този клон е маркиз Бонавентура Киджи Зондадари (1841—1908) – италиански политик и сенатор. Друг клон на Киджи са Киджи-Дела Ровере.
През 18 век Киджи излъчват кардинал Флавио Киджи 1711-1771, който на конклава от 1769 е един от вероятните кандидати за папския престол. Голяма фигура през 18 век е Сигизмунд Киджи (1735—1793), интелектуалец от епохата на Просвещението.
През 19 век много важен е брака на Марио Киджи Албани Дела Ровере с княгиня Антоанета Сайн-Витгенщайн, внучка на знамениия руски пълководец Петър Витгенщайн. Последният кардинал от Киджи е Флавио Киджи, кардинал-камерлинг (1881-1882).